# باشگاه فوتبال سالگیروش
باشگاه فوتبال سالگیروش (پرتغالی: Sport Comércio e Salgueiros) یک باشگاه فوتبال است که در شهرستان پورتو کشور پرتغال پایه‌گذاری شده است.